# Блед главопрашник
Блед главопрашник  (Cephalanthera damasonium) е вид орхидея.

## Описание
Орхидея с късо коренище. Високо от 20 до 50 см. Листата са яйцевидни.

## Разпространение
В България се среща в Странджа. Видът не е защитен.